# Zygmunt Stojowski

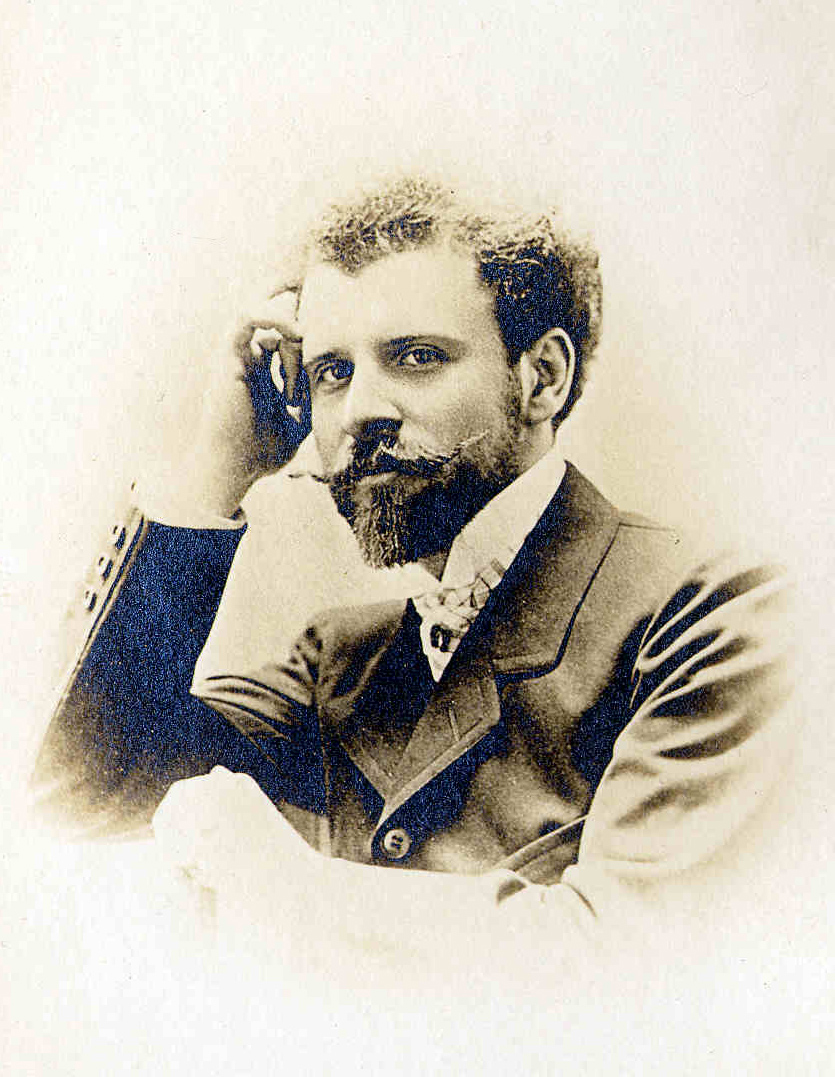
Zygmunt Stojowski

Zygmunt Denis Antoni Jordan de Stojowski (Strzelce, 4 maggio 1870 – New York, 5 novembre 1946) è stato un pianista e compositore polacco.

## Biografia

### Formazione
Nato in un villaggio vicino alla città di Kielce, Stokowsi Iniziò la sua formazione musicale con sua madre e col compositore polacco Władysław Żeleński. A diciassette anni, ancora studente, fece il suo debutto come concertista a Cracovia, eseguendo il Concerto per Pianoforte n. 3 di Ludwig van Beethoven, accompagnato dall'orchestra locale.
A diciotto anni si trasferì a Parigi. Qui studiò pianoforte con Louis Diémer, armonia con Théodore Dubuois e composizione con Léo Delibes. Due anni più tardi, al conservatorio di Parigi vinse i suoi primi premi in esecuzione pianistica e in fuga e contrappunto. Tuttavia, secondo un'intervista rilasciata da Stojowski stesso e apparsa in una rivista edita a Varsavia, gli insegnanti che ebbero maggiore influenza su di lui furono polacchi: il violinista-compositore Wladyslaw Gorski e il pianista-compositore Ignacy Jan Paderewski. 

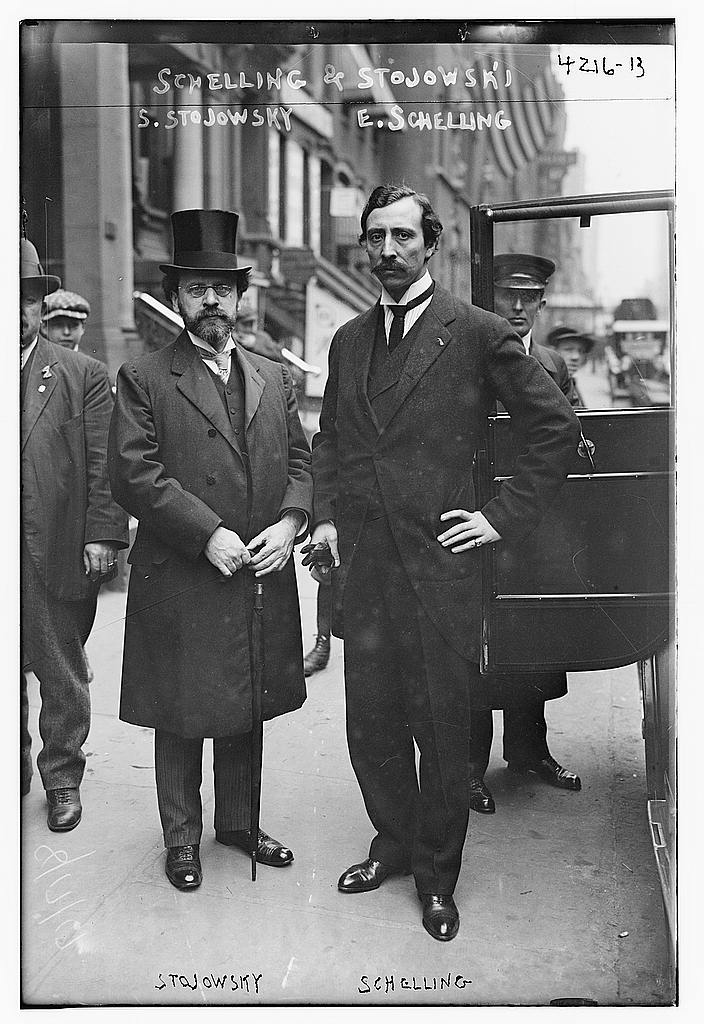
Zygmunt Stojowski ed Ernest Schelling il 8 maggio 1917 al funerale di Guillaume Stengel.

Nel frattempo studiò anche lingue alla Sorbona: oltre al polacco, Stojowski era in grado infatti di padroneggiare anche l'inglese, il tedesco, il russo, il francese, il latino e il greco antico.
La musica di Stojowski fu inoltre ritenuta degna di essere inclusa nel programma del primo concerto dell'Orchestra Filarmonica di Varsavia, il 5 novembre 1901. La sua sinfonia in re minore op. 21, eseguita in questo concerto, diretto da Emil Młynarski, aveva già vinto il primo premio (mille rubli) al Concorso Paderewski di Lipsia il 9 luglio 1898. Oltre ad avere la sua sinfonia eseguita in questo primo prestigioso concerto, ebbe la possibilità di apparire come esecutore, in dicembre, e come solista, a gennaio 1902, del Concerto per Pianoforte n. 4 di Camille Saint-Saëns.

### Negli Stati Uniti
Ad ottobre 1905, Stojowski si imbarcò sulla SS Moltke per recarsi negli Stati Uniti, su invito di Frank Damrosch, fondatore e direttore dell'Institute of Musical Art di New York, da poco costituitosi. Qui ottenne la direzione del dipartimento di pianoforte dell'istituto. Era stato raccomandato per tale posizione dal pianista Harold Bauer e dal violoncellista Pablo Casals. New York divenne la sua casa per il resto della sua vita.
L'istituto si fuse nel 1924 con la Graduate School Juilliard  per formare la Juilliard School, dove Stojowski insegnò durante l'estate, nell'anno 1932 e dal 1940 al 1946. A New York, egli fu riconosciuto come un compositore geniale, pianista e pedagogo, ed ebbe l'onore di essere il primo compositore polacco per il quale la New York Philharmonic eseguì un intero concerto dedicato alla sua musica.
Dopo sei anni di insegnamento all'Institute of Musical Art, Stojowski passò alla direzione del dipartimento di pianoforte della Von Ende School of Music, dove rimase fino al 1917. In seguito, a causa del gran numero di studenti che volevano lavorare con lui, aprì il suo "Stojowski Studios" presso il suo domicilio in Brownstone di quatro piani, situato a Manhattan, 150 West 76th Street. Tra gli allievi di Stokowski si ricordano Mischa Levitzki, Alfred Newman, Antonia Brico, Arthur Loesser e Oscar Levant.
A New York, insieme alla moglie di origine peruviana, Luisa Morales-Macedo, non solo insegnò fino alla fine degli anni '30, ma crebbe anche quelle che definiva le sue tre migliori composizioni: i suoi figli Alfred (1919), Henry (1921) et Ignace (1923–1984).
Naturalizzato americano nel 1938, morì il 5 novembre 1946 a New York.

## Composizioni

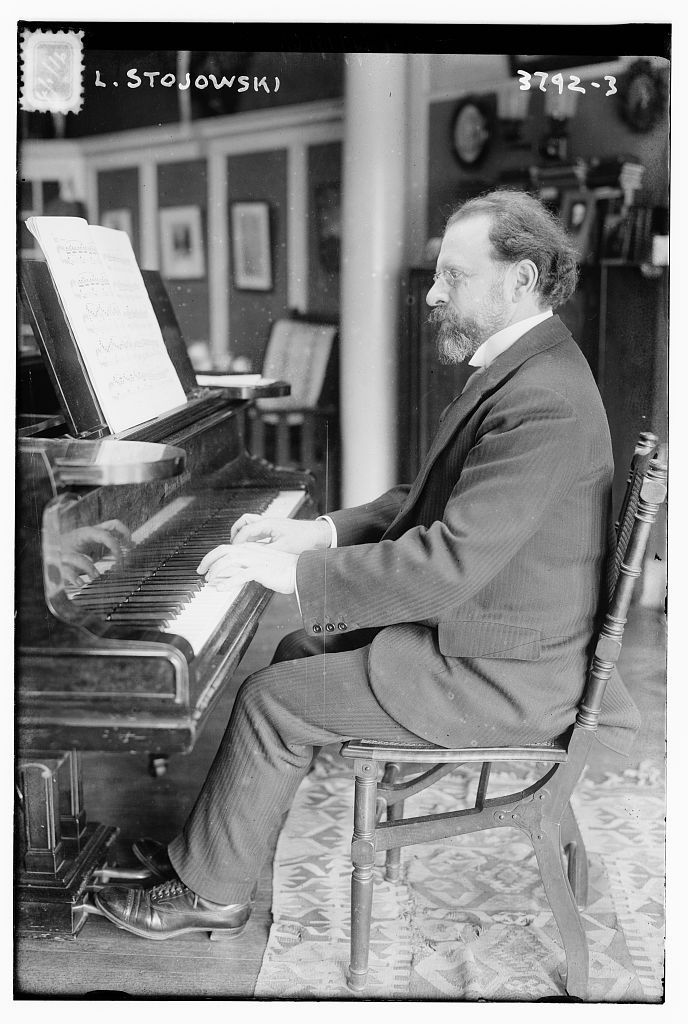
Zygmunt Stojowski seduto al suo pianoforte nel 1916.

Stojowski ci ha lasciato un catalogo di 43 opere, comprendente opere per pianoforte, due sonate per violino e pianoforte, opere per violoncello, una sinfonia, due concerti per pianoforte, cantate e melodie.